# Sfuhen
Sfuhen (tiếng Ả Rập: سفوهن) là một ngôi làng Syria nằm ở Kafr Nabl Nahiyah ở huyện Maarrat al-Nu'man, Idlib. Theo Cục Thống kê Trung ương Syria (CBS), Sfuhen có dân số 3399 trong cuộc điều tra dân số năm 2004.